# Цхалтубо (станция)
Цхалтубо — станция Грузинской железной дороги. Является конечной станцией ответвлений Кутаиси-II — Цхалтубо (9 км) и Броцеула — Цхалтубо (23 км). Станция основана в 1935 году. В 1953 году движение на линии было электрифицировано, линия полностью однопутная.
Количество путей на станции — 3, все электрифицированы. Разводные стрелки на станции ручные.

## Станция Цхалтубо сегодня
В советские времена Цхалтубо являлся курортом всесоюзного значения, из него шли пассажирские поезда во многие крупные города. Также было развито железнодорожное сообщение с другими крупными городами Грузии. После 1991 года количество туристов, а с ними и количество поездов, резко сократилось.
По состоянию на 2011 год станция является конечным пунктом следования пригородных поездов сообщением Кутаиси-I — Броцеула — Кутаиси-II — Цхалтубо и Кутаиси-II — Цхалтубо. Поезда курсируют 8 раз в день.
На станции Цхалтубо имеется здание вокзала, бывшее заброшенным с 1991 по 2014 год. В 2014 году здание было отреставрировано.